# 박상희 (축구 선수)
박상희(한국 한자: 朴商希, 1987년 12월 2일 ~ )는 대한민국의 축구 선수로서 포지션은 미드필더이다.

## 개요
경기도 과천시 출생으로 문원중학교, 과천고등학교, 상지대학교를 졸업하였다.

## 축구인 생활
2009년 11월 16일에 열린 K-리그 신인 드래프트에서 5순위로 성남 일화 천마에 입단하여 2010년에 프로 데뷔하였다.